# Клеренс (Њујорк)
Клеренс (енгл. Clarence) насељено је место без административног статуса у америчкој савезној држави Њујорк.

## Демографија
По попису из 2010. године број становника је 2.646.
| Група             | 2000.    | 2010.         |
| Белци             | 0 (0,0%) | 2.576 (97,4%) |
| Афроамериканци    | 0 (0,0%) | 14 (0,5%)     |
| Азијати           | 0 (0,0%) | 20 (0,8%)     |
| Хиспаноамериканци | 0 (0,0%) | 21 (0,8%)     |
| Укупно            | 0        | 2.646         |